# Justos entre as nações
A expressão Justos entre as Nações (em hebraico:  חסידי אומות העולם, Chassidey Umot HaOlam), que também pode se referir à casa de Noé, é um termo utilizado no judaísmo para se referir a gentios (não-judeus) fiéis às sete leis de Noé e que, por esse motivo, mereceriam o paraíso. Atualmente, o Estado de Israel a usa para descrever gentios que arriscaram suas vidas durante o Holocausto para salvar vidas de judeus do extermínio pelo nazismo.

## Prêmio "Justos entre as nações"
É um prêmio instituído pelo Memorial do Holocausto como reconhecimento a todos os não Judeus que durante a II Guerra Mundial salvaram vidas de Judeus perseguidos pelo regime nazista.
Para além de dois cidadãos brasileiros (Aracy de Carvalho Guimarães Rosa e Luiz Martins de Souza Dantas) e três portugueses (Aristides de Sousa Mendes, Carlos Sampaio Garrido e o padre Joaquim Carreira), muitos outros são os famosos agraciados com este prêmio, como por exemplo o industrial Oskar Schindler, as princesas Alice e Helena da Grécia,  o padre Alfred Delp, o diplomata Raoul Wallenberg, o monsenhor Giuseppe Placido Nicolini, o núncio Angelo Rotta, os cardeais Vincenzo Fagiolo, o pastor adventista Lázló Michnay e Pietro Palazzini, entre muitos outros.

## Número de justos entre as nações por país
| País de origem       | Número de Justos entre as Nações | Notas |
| -------------------- | -------------------------------- | --- |
| Polónia              | 7.177                            | Na Polónia ocupada, todas as famílias que escondessem judeus nas suas casas eram executadas, no que era a punição mais severa entre todos os países ocupados. Esta lista inclui Irena Sendler e Józef e Wiktoria Ulma. |
| Países Baixos        | 5.910                            | A história de Corrie ten Boom e sua família, que foi presa por esconder judeus, tornou-se conhecida com o livro O Refúgio secreto.                                                                                     |
| França               | 4.150                            | |
| Ucrânia              | 2.673                            | |
| Bélgica              | 1.774                            | |
| Lituânia             | 918                              | |
| Hungria              | 876                              | |
| Itália               | 744                              | |
| Bielorrússia         | 676                              | |
| Alemanha             | 641                              | Um deles foi Oskar Schindler. |
| Eslováquia           | 621                              | |
| Grécia               | 362                              | |
| Rússia               | 215                              | |
| Sérvia               | 139                              | |
| Letônia              | 138                              | |
| Croácia              | 122                              | |
| Chéquia              | 119                              | |
| Áustria              | 113                              | |
| Moldávia             | 79                               | |
| Albânia              | 75                               | |
| Roménia              | 69                               | |
| Noruega              | 67                               | |
| Bósnia e Herzegovina | 49                               | |
| Suíça                | 49                               | |
| Armênia              | 24                               | |
| Dinamarca            | 22                               | |
| Reino Unido          | 22                               | A lista exclui Nicholas Winton por este possuir ascendência judaica. |
| Bulgária             | 20                               | |
| Eslovênia            | 15                               | |
| Macedônia do Norte   | 10                               | |
| Suécia               | 10                               | Raoul Wallenberg |
| Espanha              | 9                                | Ángel Sanz Briz |
| Estados Unidos       | 5                                | |
| Estónia              | 3                                | |
| Indonésia            | 3                                | |
| Portugal             | 3                                | Aristides de Sousa Mendes (1966), Joseph Brito-Mendes e sua mulher (2004), Carlos Sampaio Garrido (2010) e Joaquim Carreira (2014)                                                                                     |
| Brasil               | 2                                | Luiz Martins de Souza Dantas e Aracy de Carvalho Guimarães Rosa. |
| Chile                | 2                                | |
| China                | 2                                | |
| Peru                 | 2                                | |
| Cuba                 | 1                                | |
| Egito                | 1                                | |
| El Salvador          | 1                                | |
| Equador              | 1                                | |
| Geórgia              | 1                                | |
| Irlanda              | 1                                | |
| Japão                | 1                                | Chiune Sugihara |
| Luxemburgo           | 1                                | |
| Montenegro           | 1                                | |
| Turquia              | 1                                | |
| Vietname             | 1                                | |
| Total                | 27.921                           | 1 de janeiro de 2021 |